# Gui de Daillon
Gui de Daillon (* 1530; † 11. Juli 1585 in Briançon bei Chinon) war der 2. Comte du Lude sowie Gouverneur des Poitou.

## Leben
Gui de Daillon war der älteste Sohn von Jean III. de Daillon († 21. August 1557), Comte du Lude, Baron d’Illiers, de Briançon (bei Chinon) etc., und Anne de Batarnay († nach 1549). Er wuchs als Enfant d’Honneur des Königs Heinrich II. (1519–1559) auf.
Als ältester Sohn schlug er eine militärische Laufbahn ein. Nach der Besetzung von Metz 1552 durch Heinrich II. nahm er an der erfolgreichen Verteidigung der Stadt (19. Oktober 1552 bis 2. Januar 1553) gegen Kaiser Karls V. teil. Am 13. August 1554 kämpfte er in der Schlacht bei Renty unter dem Oberkommando von François de Lorraine, duc de Guise gegen die Truppen des Kaisers, wobei er die „Cornette blanche“, die Fahne des Königreichs Frankreich trug.
1557 wurde er zum Sénéchal d’Anjou (en survivance) ernannt. Am 21. August 1557 wurde er durch den Tod seines Vaters 2. Comte du Lude et de Pontgibaud, Baron d’Illiers et du Chesne-Doré, und konnte auch das Amt des Seneschalls antreten. 1558 nahm er im Kampf gegen die Engländer an den Belagerungen und Eroberungen von Calais (1. bis 8. Januar 1558) und Guînes (einige Tage später) teil. Am 10. August 1560 wurde er zum Gouverneur des Poitou ernannt; das Amt übte er bis zu seinem Tod aus.
Vom 22. Juli bis 7. September 1569 verteidigte er während des Dritten Hugenottenkriegs zusammen mit seinen drei Brüdern René, François dem Älteren und François dem Jüngeren Poitiers gegen die Protestanten unter Gaspard II. de Coligny. 1573 war er im Vierten Hugenottenkrieg einer der Lieutenants des Herzogs von Anjou bei der erfolglosen Belagerung von La Rochelle (11. Februar bis 26. Juni 1573). 1577 kämpfte er unter dem Kommando des Herzogs von Mayenne ebenfalls als Lieutenant bei der Eroberung von Brouage, dessen Gouvernement er 1580 ablehnte.
Am 31. Dezember 1581 wurde er in den Orden vom Heiligen Geist aufgenommen, drei Jahre nach seinem Bruder René. Seine Kompanie wurde in diesem Zusammenhang um 50 Soldaten aufgestockt. Er starb am 11. Juli 1585 in Briançon bei Chinon und wurde am 26. Juni 1586 in der Kirche von Le Lude bestattet.

## Ehe und Familie
Gui de Daillon heiratete am 11. März 1558 per Ehevertrag Jacqueline Motier, Dame de La Fayette et de Pontgibaud († nach 1574), Tochter von Louis Motier und Anne de Vienne-Listenois (Motier de La Fayette). Ihre Kinder sind:
- Anne de Daillon (* um 1563; † nach 1584); ⚭ 6. März 1583 Jean VII. de Bueil, Comte de Sancerre, Baron de Chasteaux, Seigneur de Saint-Cloud (1618–1625), Chevalier des Ordres du Roi, Großmundschenk von Frankreich († 1638), Sohn von Louis de Bueil, Comte de Sancerre (Haus Bueil) und Jacqueline de La Trémoïlle (Haus La Trémoille)
- Antoinette de Daillon (* um 1567; † 20. September 1631 in Grosbois) 1579 Fille d’Honneur von Louise de Lorraine, 1629 Dame d’Honneur der Königin Anne d’Autriche; ⚭ 15. Januar 1597 Philibert de La Guiche, Seigneur de Chaumont et de La Palisse, 31. Dezember 1578 Chevalier des Ordres, Großmeister der Artillerie von Frankreich, Gouverneur de Mâcon, du Bourbonnais et de Lyon († 1607 in Lyon), Sohn von Gabriel, Seigneur de La Guiche (Haus La Guiche), und Anne Soreau, Witwer von Eléonore de Chabannes, Tochter von Charles de Chabannes (Haus Chabannes) und Catherine de La Rochefoucauld (Haus La Rochefoucauld)
- François de Daillon (* 22. Februar 1570; † 27. September 1619), 3. Comte du Lude, Marquis d’Illiers, Seigneur de Pontgibaud et Briançon, 1585 Sénéchal d’Anjou, Lieutenant-général der Provinz Auvergne, Conseiller au Conseil d’Etat, Gouverneur von Gaston de Bourbon, duc d’Orléans und Premier Gentilhomme de Sa Chambre, Surintendant général de Sa Maison, um 1618 Lieutenant de Sa compagnie de 200 hommes d’armes; ⚭ 15. Januar 1597 Françoise de Schomberg (* Oktober 1577; † nach 1605 oder 1626), Tochter von Gaspard de Schomberg, Comte de Nanteuil (Haus Schönberg, und Jeanne Châteigner-La-Roche-Posay, die Eltern des Marschalls Henri de Schomberg
- Diane de Daillon (* um 1570; † 1642); ⚭ 16. Mai 1590 Jean-Louis (alias Claude) de Lévis, Comte de Charlus, Vicomte de Lugny et de Sanceaux († ermordet 20. Oktober 1611), Sohn von Claude de Lévis, Baron de Charlus, und Jeanne de Maumont) (Haus Lévis)
- Hélène de Daillon (* Oktober 1574; † 18. Oktober 1642 in Nouzerolles);  ⚭  2. Oktober 1602 François II. de Chabannes-Sa(i)gnes, Comte de Saignes, Seigneur de Boislamy (* 30. März 1575; † nach 1644, wohl 1647), Sohn von François de Chabannes, Comte de Saignes (Haus Chabannes), und Valentine d’Armes